# Moitié-moitié (film)
Pour les articles homonymes, voir Moitié-moitié.
Pour plus de détails, voir Fiche technique et Distribution.
Moitié-moitié est un film français réalisé par Paul Boujenah et sorti en 1989.

## Fiche technique
- Réalisateur : Paul Boujenah, assisté de Yann Michel, Mathieu Kassovitz et de Nathalie Serfati
- Scénariste : Paul Boujenah (auteur) et Victor Lanoux  (adaptation)
- Décors : Dan Weil
- Costumes : Mimi Lempicka
- Photographie : Yves Dahan
- Son : Claude Villand
- Montage : Luce Grünenwaldt
- Musique du film : Gérard Presgurvic
- Distribution des rôles : Marie-Christine Lafosse
- Assistant-Décorateur de plateau :  Ambre Fernande-Sansonetti
- Coordinateur des cascades : Daniel Vérité
- Producteur exécutif : Bob Zaremba
- Société(s) de production :  Joseph Productions, La Générale d'Images
- Société(s) de distribution : 	 AFMD et Prima Film
- Format : Couleur  - Son Dolby Digital
- Pays de production :  France
- Genre : comédie
- Durée : 81 minutes
- Date de sortie :	
  - France : 22 février 1989

Sources : unifrance, Ciné-ressources et IMDb

## Distribution
- Michel Boujenah : Arthur
- Zabou Breitman : Sarah
- Jean-Pierre Bisson : Le PDG de Sarah
- Janine Darcey : Héléna
- Ged Marlon : Le notaire
- Anaïs Jeanneret : Julie
- Isabelle Candelier : Nadine
- Christian Charmetant : Franck
- Guy Pannequin : Le brocanteur
- Michèle Loubet : Émilienne
- Jean-Paul Lilienfeld : Julio
- Francine Olivier : Mme Roux
- Antoine Duléry : Xavier
- Patrick Chetrit : Le client
- Laurent Goldztejn : Le futur locataire (non crédité)
- Patrick Palmero
- Monsieur Dahan